# الکساندر پریگودا
الکساندر پریگودا (به انگلیسی: Alexandr Prigoda) (زادهٔ ۱۹۶۴) شناگر اهل شوروی است.